# أرسنال موسم 2020–21
كان موسم 2020–21 هو الموسم التاسع والعشرون لـأرسنال في الدوري الإنجليزي الممتاز، والموسم الخامس والتسعين على التوالي في الدوري الإنجليزي الممتاز والموسم الرابع بعد المائة في الدوري الممتاز بشكل عام.   بالإضافة إلى الدوري المحلي، شارك أرسنال في كأس الاتحاد الإنجليزي وكأس رابطة الأندية الإنجليزية المحترفة. كما شاركوا في بطولة الدوري الأوروبي للعام الرابع على التوالي. افتتح أرسنال الموسم بفوز على ليفربول بطل الدوري في بطولة درع المجتمع الإنجليزي، والتي أصبحت في النهاية كأسه الوحيدة.
تحت قيادة ميكل أرتيتا في أول موسم كامل له، أنهى آرسنال الموسم في المركز الثامن في الدوري الإنجليزي الممتاز، وبعد الخروج من كأس الاتحاد الإنجليزي وكأس رابطة الأندية الإنجليزية والدوري الأوروبي، فشل في التأهل إلى أي مسابقة أوروبية لأول مرة منذ موسم 1994–95.